# Йоганн Шірль
Йоганн «Ганс» Шірль (нім. Johann Schierl) — австрійський футболіст, що грав на позиції нападника.
Виступав за клуби «Флорідсдорфер» і «Адміра», а також національну збірну Австрії.

## Клубна кар'єра
У вищому дивізіоні чемпіонату Австрії дебютував у складі клубу «Флорідсдорфер» у сезоні 1920-21. З наступного чемпіонату протягом чотирьох сезонів грав за команду «Адміра» (Відень). Був головним бомбардиром клубу у цей період, відзначившись 52-а забитими голами у 75 матчах національної першості. У 1923 році став з командою бронзовим призером чемпіонату Австрії. 
1925 році повернувся у клуб «Флорідсдорфер».
| Дата       | Місто     | Господарі | Результат | Гості   | Турнір           | Голи | Примітки |
| ---------- | --------- | --------- | --------- | ------- | ---------------- | ---- | -------- |
| 23/09/1923 | Будапешт  | Угорщина  | 2 – 0     | Австрія | товариський матч | -    |          |
| 21/12/1924 | Барселона | Іспанія   | 2 – 1     | Австрія | товариський матч | -    |          |
| Усього     |           | Матчів    | 2         |         | Голів            | 0    |          |

### Статистика клубних виступів
| Сезон   | Клуб             | Ліга   | Матчі | Голи |
| ------- | ---------------- | ------ | ----- | ---- |
| 1920/21 | Флорідсдорфер    | І ліга | 24    | 5    |
| 1921/22 | Адміра (Відень)  | І ліга | 24    | 14   |
| 1922/23 | Адміра (Відень)] | І ліга | 24    | 13   |
| 1923/24 | Адміра (Відень)  | І ліга | 14    | 11   |
| 1924/25 | Адміра (Відень)  | І ліга | 13    | 14   |
| 1924/25 | Флорідсдорфер    | І ліга | 2     | 0    |

## Титули і досягнення
- Бронзовий призер чемпіонату Австрії (1):

«Адміра»: 1923